# Acacia kekapur
Acacia kekapur é uma espécie de leguminosa do gênero Acacia, pertencente à família Fabaceae.